# 朝霧カフカ
朝霧 カフカ（あさぎり カフカ、1984年3月17日 - ）は、日本のシナリオライター、漫画原作者、ライトノベル作家。愛媛県出身。

## 来歴
元々は自動車会社に勤めるサラリーマンだった。働いて2,3年目からシナリオライターになることを意識していたが、会社が忙しかったため仕事をしながら物語作りを行うということもできず、2012年の始めに会社を辞める。
その後はシナリオ関係の就職活動の準備をしつつ、まずは無料で見てもらえるものを作ろうと考え、「昔からやってみたかった」という動画の投稿を始める。プロになるには職歴が大事という考えによる、名刺代わりになる作品としての動画制作でもあった。そうしてニコニコ動画で発表された動画「ゆっくり妖夢と本当はこわいクトゥルフ神話」は大きな反響を呼び人気となる。
動画をアップしてから4か月が過ぎたころに、『月刊少年エース』の編集長に2週間後に企画を3つ持ってくるよう話を持ちかけられ、その後『ヤングエース』の編集部からも声がかかる。そして打ち合わせの後『文豪ストレイドッグス』で商業デビューする。同作品の前日譚であるノベライズ『文豪ストレイドッグス 太宰治の入社試験』で小説家としてデビューする。「ゆっくり妖夢と本当はこわいクトゥルフ神話」は後に『水瀬陽夢と本当はこわいクトゥルフ神話』として漫画化され、朝霧が原作を担当した。

## 人物
影響を受けている作品は多数あり、その1つとして漫画『ジョジョの奇妙な冒険』を挙げている。
少年時代にはRPG『ドラゴンクエスト』を好んでおり、RPG制作ソフト『RPGツクール』にもはまって話作りばかり行っていた。その時に話作りのスイッチが入ったのかもしれないと述懐している。物語作りにおいては、漫画や小説、ゲームといった媒体にはこだわっておらず、その媒体に最適化された物語を作りたいと考えている。

## 作品リスト

### 漫画原作
- 文豪ストレイドッグス（『ヤングエース』2013年1月号 - 、作画：春河35）
- 水瀬陽夢と本当はこわいクトゥルフ神話（『ニコニコエース』第73号 - 第129+130号、作画：吉原雅彦）
- 汐ノ宮綾音は間違えない。（『月刊少年エース』2013年8月号 - 2015年1月号、作画：仲村ユキトシ）

### 小説
- 「文豪ストレイドッグス」シリーズ（2014年4月1日 - 、角川ビーンズ文庫、イラスト：春河35）
  - 文豪ストレイドッグス 外伝 京極夏彦VS綾辻行人（『小説屋sari-sari』2015年10月号 - 2016年1月号、イラスト：春河35）
- ギルドレ（『ヤングマガジンサード』2014 Vol.1 - 2016 Vol.4、イラスト：鳥羽雨、メカニックデザイン：貞松龍壱）
- 攻殻機動隊小説アンソロジー（2017年3月27日、講談社）

### ドラマCD
- TVアニメ『文豪ストレイドッグス』オリジナルドラマCD やや非凡なる日々（2016年）

### ゲーム
- ラヴヘブン（2014年9月[7]・12月[8]、2015年4月[9]・11月[10]、2016年4月[11]・6月[12]） - 『文豪ストレイドッグス』とのコラボレーションシナリオ監修

### 文庫解説
- 綾辻行人『Another エピソードS』（2016年、角川文庫）